# Katya Romoleroux
Katya Susana Romoleroux (Quito, 1962) es una docente, investigadora y científica ecuatoriana. Fue la ganadora del Premio Eugenio Espejo por la categoría Ciencias en 2020.

## Biografía
Ganó una primera beca para estudiar Biología Tropical y Recursos Naturales en la Universidad de Aarhus. En el 2002 realizó un posdoctorado en la Universidad Ludwig Maximilians de Múnich con una beca de la Fundación Alexander von Humboldt.
Es docente en la Pontificia Universidad Católica del Ecuador en la Escuela de Ciencias Biológicas. Dentro de la misma institución dirige el Laboratorio de Botánica Sistemática. Es miembro fundadora de la Academia de Ciencias del Ecuador, de la Academia de Ciencias de América Latina y la Asociación Latinoamericana de Botánica.
Como botánica taxónoma ha descubierto 11 especies nuevas de plantas. Además fue la primera bióloga investigadora en describir el tratamiento taxonómico completo de la familia Rosaceae en Ecuador.

## Reconocimientos
En 2018 recibió el reconocimiento "Enrique Garcés" del Municipio de Quito.
En 2020 ganó el Premio Eugenio Espejo otorgado por la Presidencia de Ecuador. En el mes de julio el Ministerio de Cultura entregó la terna de tres categorías distintas a la Presidencia, quien definió en agosto a los ganadores, entre los cuales Romoleroux destacó en la categoría Ciencias.